# Мадаклаштский язык
Мадакла́штский язык (диалект) — идиом мадаклаштцев, этноязыкового сообщества таджикского происхождения, проживающего в Читральском округе на севере Пакистана.

## История
Мадаклаштцы обособились от других таджикоязычных групп более двух с половиной столетий назад, переселившись в Читрал из северо-восточной части Афганистана. С тех пор они проживали в относительной изоляции от других носителей таджикского и дари, но находились в тесном контакте с новыми соседями — кхо, гуджарами и пуштунами. Изолированное развитие и влияние языков народов Читрала позволили мадаклаштскому идиому развить значительные отличия от речи таджиков Афганистана. Из-за этих отличий большинство носителей мадаклаштского и некоторые лингвисты называют его самостоятельным языком западноиранской ветви, тогда как другие относят его к персидским диалектам. Согласно данным, полученным пакистанским лингвистом Фахруддином Ахунзадой от одного из носителей идиома, лексические расхождения между мадаклаштским и таджикским составляют около 30—35%.

## Социолингвистическая ситуация
Численность носителей мадаклаштского языка оценивается в 2—4 тысячи человек. Практически все они проживают в пяти деревнях Мадаклаштской долины — Матив, Кашакал, Убара, Эбара и Бебанди. Административно эти деревни, разеделенные небольшими расстояними, представляют собой единое поселение, известное как Мадаклашт.
Несмотря на узкую географию распространения и малое число носителей, мадалакштский язык обладает высокой степеню витальности и используется в быту всеми жителями Мадалакшта, включая детей. Ф. Ахунзада связывает высокую сохранность языка с изолированным расположением долины, отсутствием смешанных браков и историческим социальным престижем персидского языка, к которому он близок. Мадаклаштским владеют не только этнические мадаклаштцы, но и некоторые жители соседних пуштунских и гуджарских деревень.
Большинство женщин и детей Мадаклашта монолингвальны, то есть не владеют другими языками. Практически все мужчины говорят помимо мадаклаштского на дардском языке кховар, функционирующем как лингва франка Читрала. Многие мужчины также владеют пуштунским, образованные жители Мадаклашта — урду и, реже, английским․